# Stare
Stare — третий студийный альбом рок-группы Gorky Park, вышедший в 1996 году.

## История создания
К записи альбома группа приступила после гастролей по России в 1994 году в своей новой студии в Лос-Анджелесе. На этот раз в записи альбома поучаствовали гитарист Алан Холдсворт, ударник Рон Пауэлл, так же была осуществлена запись с Московским филармоническим оркестром в студии GDRZ Studio-5. Незадолго до записи альбома в состав группы вошёл клавишник — Николай Кузьминых.
Третий студийный альбом вышел в 1996 году, за которым последовало большое турне по России. На композиции «Stare», «Stop the World I Want to Get Off», «Ocean» и «Scared» были сделаны клипы, режиссёром которых выступил Сергей Баженов.

 Алексей Белов: 
 Первое название нашего альбома было Facerevers, которое мы переделали на английский манер и получилось как „face“ — это лицо, „revers“ — наизнанку как бы. Лицо наизнанку. Даже сделали обложку, но фирме „Союз“ она не понравилась, показалась несколько мрачноватой что ли или слишком заумной… И поэтому назвали „Stare“ — по первой задорной песне, на которую потом было снято видео. Вот так и появился этот альбом…
— Алексей Белов в своём интервью телеканалу MTV

## Список композиций
| №   | Название                           | Текст песни                   | Музыка                          | Длительность |
| --- | ---------------------------------- | ----------------------------- | ------------------------------- | ------------ |
| 1.  | «Stare»                            | Ален Йоханнес, Наташа Шнайдер | Алексей Белов                   |              |
| 2.  | «California Promises»              | Алексей Белов                 | Алексей Белов                   |              |
| 3.  | «Five Wheel Drive»                 | Ален Йоханнес, Наташа Шнайдер | Алексей Белов                   |              |
| 4.  | «Ego»                              | Ален Йоханнес, Наташа Шнайдер | Алексей Белов, Александр Маршал |              |
| 5.  | «Stop the World I Want to Get Off» | Алексей Белов                 | Алексей Белов                   |              |
| 6.  | «Taiga» (instrum.)                 |                               | Николай Кузьминых               |              |
| 7.  | «Don't Make Me Stay»               | Алексей Белов                 | Алексей Белов                   |              |
| 8.  | «Live for…»                        | Алексей Белов                 | Алексей Белов                   |              |
| 9.  | «Scared»                           | Алексей Белов                 | Алексей Белов                   |              |
| 10. | «Animal Shelter»                   | Ален Йоханнес, Наташа Шнайдер | Алексей Белов                   |              |
| 11. | «Ocean»                            | Алексей Белов                 | Алексей Белов                   |              |

## Участники записи
Участники группы
- Александр Маршал — вокал, бас-гитара
- Алексей Белов — гитара
- Александр «Ян» Яненков — гитара
- Николай Кузьминых — клавиши
- Александр Львов — барабаны

Другие участники
- Алан Холдсворт — соло на гитаре в «Don’t Make Me Stay»
- Moscow philharmonic orchestra
- Рон Пауэлл — перкуссия
- Dorothy Colman, Ester Nicholson, Latonya Reed — бэк-вокал в «Stop the World»
- Dorothy Colman — губная гармошка в «Live for…» & «Ocean»

## Клипы к альбому
1. «Stare» - постановочный клип
2. «Stop the World I Want to Get Off» - анимационный клип совмещенный с постановочной съемкой музыкантов
3. «Ocean» - постановочный клип
4. «I'm Scared» - постановочный клип